# FamilySearch GEDCOM
FamilySearch GEDCOM, ou simplesmente GEDCOM (/ˈdʒɛdkɒm/ JED-kom), é, de facto, uma especificação de formado eletrônico aberto para armazenar dados genealógicos, e importá-los ou exportá-los entre softwares de genealogia compatíveis. GEDCOM significa em inglês: Genealogical Data Communication (Comunicação de Dados Genealógicos). GEDCOM foi desenvolvido por A Igreja de Jesus Cristo dos Santos dos Últimos Dias, como uma ajuda para a pesquisa genealógica. A maioria dos softwares de genealogia suporta a importação e exportação neste formato, além de existir vários conversores de GEDCOM para HTML.
A partir da versão 7.0, um arquivo GEDCOM é definido como texto simples codificado em UTF-8. Este arquivo contém informações genealógicas sobre indivíduos, como nomes, eventos e relacionamentos; metadados vinculam esses registros entre si. O GEDCOM 7.0 é a primeira versão a utilizar versionamento semântico e é a versão mais recente da especificação até o momento.
O antecessor do GEDCOM 7.0, o GEDCOM 5.5.1, foi lançado como um rascunho em 1999. Ele recebeu apenas atualizações menores nos últimos 20 anos. A falta de atualizações no padrão e deficiências em suas capacidades levaram alguns programas de genealogia a adicionar extensões proprietárias ao formato, como a especificação GEDCOM 5.5 EL (Extended Locations), que nem sempre é reconhecida por outros programas de genealogia. Outros padrões, como o GEDCOM X, foram sugeridos como substitutos completos para o GEDCOM.

## Modelo
O GEDCOM utiliza um modelo de dados vinculado por linhagem, com ênfase na família nuclear e nos indivíduos (filhos) produzidos por essa família. Esses objetivos históricos são descritos no documento de especificação 7.0, onde "O registro FAM foi originalmente estruturado para representar famílias onde um HUSB (marido ou pai) e uma WIFE (esposa ou mãe) produzem CHIL (filhos)."
O documento continua dizendo que esses tipos de registro podem ser usados de forma mais flexível para refletir diferentes conceitos de família. "O registro FAM também pode ser usado para paralelos culturais a isso, incluindo famílias nucleares, casamento, coabitação, adoção, e assim por diante, independentemente do gênero dos parceiros... Os indivíduos apontados por HUSB e WIFE são coletivamente referidos como 'parceiros', 'pais' ou 'cônjuges'."

## Estrutura
Um arquivo GEDCOM consiste em uma seção de cabeçalho, registros e uma seção de trailer. Dentro dessas seções, os registros representam pessoas (registro INDI), famílias (registros FAM), fontes de informação (registros SOUR) e outros registros diversos, incluindo notas. Cada linha de um arquivo GEDCOM começa com um número de nível, onde todos os registros de nível superior (HEAD, TRLR, SUBN, e cada INDI, FAM, OBJE, NOTE, REPO, SOUR e SUBM) começam com uma linha de nível 0, enquanto outros números de nível são inteiros positivos.
Embora seja possível escrever um arquivo GEDCOM à mão, o formato foi projetado para ser utilizado com software e, portanto, não é especialmente amigável para humanos. Um validador GEDCOM que pode ser usado para validar a estrutura de um arquivo GEDCOM está incluído como parte do projeto PhpGedView, embora não seja destinado a ser um validador independente. Para validação independente, pode-se usar o "Windows GEDCOM Validator" ou o Gedcheck mais antigo e não mantido pela Igreja.
Durante o ano de 2001, o Projeto TestBook GEDCOM avaliou quão bem quatro programas populares de genealogia se conformavam ao padrão GEDCOM 5.5 usando o programa Gedcheck. Os resultados mostraram que vários problemas existiam e que "A falha mais comum que levava à perda de dados era a incapacidade de ler a tag NOTE em todos os níveis possíveis em que ela pode aparecer." Em 2005, o Relatório de Avaliação de Software Genealógico foi avaliado (por Bill Mumford, que participou do Projeto original TestBook GEDCOM) e incluiu testes do padrão GEDCOM 5.5 utilizando o programa Gedcheck.
Para auxiliar na adoção do GEDCOM 7.0, agora existem ferramentas de validação específicas para esse padrão também.

### Exemplo
O cabeçalho (HEAD) inclui o programa de origem e sua versão (por exemplo, Personal Ancestral File, 5.0), a versão do GEDCOM (5.5), a codificação de caracteres (ANSEL), e um link para informações sobre o remetente do arquivo.
Os registros individuais (INDI) definem John Smith (ID I1), Elizabeth Stansfield (ID I2) e James Smith (ID I3).
O registro de família (FAM) vincula o marido (HUSB), esposa (WIFE) e filho (CHIL) pelos seus números de ID.

## Versões
A versão atual da especificação amplamente utilizada é o GEDCOM 5.5.1 final, lançada em 15 de novembro de 2019. Seu predecessor, GEDCOM 5.5.1 draft, foi emitido em 1999, introduzindo nove novos atributos e tags e adicionando UTF-8 como uma codificação de caracteres aprovada. O rascunho não foi formalmente aprovado, mas suas disposições foram adotadas em parte por vários programas de genealogia, incluindo o FamilySearch.org.
O GEDCOM ligado à linhagem é o denominador comum deliberado de facto. Apesar da versão 5.5 do padrão GEDCOM ter sido publicada pela primeira vez em 1996, muitos fornecedores de software genealógico nunca implementaram completamente o recurso de texto Unicode multilíngue (em vez do conjunto de caracteres ANSEL) introduzido com essa versão da especificação. O uso uniforme do Unicode permitiria o uso de conjuntos de caracteres internacionais. Um exemplo é o armazenamento de nomes do Leste Asiático em seus caracteres originais chineses, japoneses e coreanos (CJK), sem os quais poderiam ser ambíguos e de pouco uso para pesquisa genealógica ou histórica. O PAF 5.2 é um exemplo de software que utiliza UTF-8 como seu conjunto de caracteres interno e pode gerar um GEDCOM UTF-8 como saída.
O GEDCOM 7.0 requer codificação UTF-8 em todo o documento e resolve outros problemas antigos encontrados no GEDCOM 5.5.1. O suporte a multimídia na forma de um arquivo .zip associado, chamado GEDZip, é outra inclusão importante. Esforços estão em andamento para que o 7.0 seja adotado como o novo padrão de troca. O GEDCOM 7.0 permite identificar explicitamente quais padrões além do GEDCOM podem ser aplicados a um arquivo específico. O GEDCOM sempre foi extensível, mas antes do 7.0 não havia uma maneira padrão de identificar essas extensões. Além disso, o GEDCOM 7.0 permite marcar explicitamente um evento como inexistente. Isso permite, por exemplo, documentar que um indivíduo específico nunca se casou.